# Gil Lagardère
Gil Lagardère (1955) è un attore pornografico francese.

## Biografia
Gil Lagardère ha fatto il suo debutto cinematografico nel 1977 nel film pornografico Retourne-moi c'est meilleur di Gérard Kikoïne nel ruolo di Allen. È stato, insieme a Jean-Pierre Armand, l'attore feticcio del regista Alain Payet. Il suo ruolo più famoso è stato quello di Luca nel film Le segrete esperienze di Luca e Fanny (1980) con Brigitte Lahaie.

## Filmografia
- 1978: Retourne-moi c'est meilleur
- 1979: Gigolo My Love
- 1980: Langues s...
- 1980: Clinique pour soins très spéciaux
- 1980: Adolescentes à dépuceler
- 1980: Vacanze calde a Parigi (Petites filles impudiques)
- 1980: Délires sexuels
- 1980: Peter, Franck et les autres
- 1980: Jeux de corps pour petites filles curieuses
- 1980: Maîtresse pour couple - non accreditato
- 1980: Le segrete esperienze di Luca e Fanny
- 1980: Les petites écolières
- 1980: Maison de plaisir
- 1980: Tendre et malicieuse Christina
- 1980: La provinciale a lezione di sesso
- 1981: Garce de brune, salope de blonde
- 1981: Chaudes adolescentes
- 1981: Un membre de fer
- 1981: Les nuits de Marilyn
- 1981: Perversion d'une petite fille
- 1981: La Storia di Pamela (Paméla)
- 1981: Vierges en chaleur
- 1981: Journal intime d'une jeune fille en chaleur
- 1981: Week-end à Deauville
- 1981: Obsessions charnelles
- 1981: Le Collegiali superporno (Béatrice et Caroline) - uscito in home video
- 1981: Le professeur d'amour
- 1981: Sweet Young Girls
- 1981: Maîtresses dociles, salopes par derrière
- 1981: Le secret des écolières sans culotte
- 1981: Bouches fermées à défoncer
- 1982: Vacanze a Saint Tropez - L'altro piacere (Attention fillettes!...)
- 1982: Piacere totale (Femmes entre hommes)
- 1982: Les masseuses de Hong Kong
- 1982: Retourne-moi, c'est meilleur
- 1982: Porno's Girls
- 1982: La porno estate a Ibiza (Vacances à Ibiza)
- 1982: Fellation
- 1982: Teenager in Love
- 1982: Chaude et humide Natacha
- 1982: Le ragazze di Pigalle (Ma mère me prostitue)
- 1982: Les petites allumeuses
- 1982: Orgie extra conjugale - uscito in home video
- 1983: Amore a cavallo (Hetaste liggen)
- 1983: Les délices du tossing
- 1984: Bocche infuocate di piacere (Petits trous bourgeois à dépuceler)
- 1984: Madam DeSade's Castle of Pleasure
- 1984: Festival 1 - uscito in home video
- 1984: Festival 3 - uscito in home video
- 1984: Petits trous vierges à explorer - filmati d'archivio
- 1985: Jeunes bourgeoises branchées sodomie
- 1985: Étudiantes à sodomiser sans limites
- 1986: Adolescentes pour satyres - non accreditato
- 1987: Girl with the Million Dollar Legs
- 1987: L'anthologie du plaisir - uscito in home video / filmati d'archivio / non accreditato
- 1988: Bachelor's Party - uscito in home video
- 1989: La Ceinture de chasteté
- 1989: Innocenza e perversione - uscito in home video
- 1989: Diaries of Fire & Ice
- 1989: Chantage de femmes - uscito in home video
- 1990: Diaries of Fire & Ice, Part II
- 2013: L'enfance du hard - documentario televisivo / filmati d'archivio